# Xian'an, Guangdong
Xian'an (kinesiska: 仙庵) är en köping i sydöstra Kina. Den ligger i Huilai härad i staden Jieyang i provinsen Guangdong, omkring 330 kilometer öster om provinshuvudstaden Guangzhou. Antalet invånare är 73 033. Befolkningen består av 37 636 kvinnor och 35 397 män. Barn under 15 år utgör 32 %, vuxna 15-64 år 60 %, och äldre över 65 år 6,0 %.